# Oranie
L'Oranie (en arabe : القطاع الوهراني, en berbère : ⵜⴰⵎⴹⴰⵏⵜ ⵏ ⵡⴻⵀⵔⴻⵏ) est une région socioculturelle de l'Ouest algérien comprenant tout le nord-ouest de l'Algérie et correspond approximativement aux wilayas suivantes : Oran, Aïn Témouchent, Mascara, Mostaganem, Relizane, Saïda, Sidi Bel Abbès, Tlemcen, Tiaret. La capitale de la région est la ville d'Oran.
Cette région d'Algérie est limitée à l'est par la moyenne vallée du Chelif, à l'ouest par la région de l'Oriental marocain, au nord par la Mer Méditerranée et au sud par les hauts-plateaux occidentaux, elle se caractérise aussi par la proximité des côtes espagnoles, la distance entre la wilaya d'Aïn Témouchent et Almería est de 94 km à 180 km.
L'Oranie correspond au Tell occidental, cependant certains lui ajoutent les wilayas du sud jusqu'à la wilaya de Béchar, comme le journal Le Quotidien d'Oran, mais cette région est aussi appelée « le Sud oranais » ; ces deux régions représentaient la Wilaya V pendant la guerre d’Algérie.

## Toponymie et territoire
En français, le terme Oranie vient de la ville d'Oran qui est une déformation de Wahran.
Le terme Oranie fut employé à l'origine de manière informelle pour nommer le département d'Oran de l'époque coloniale dans sa plus grande extension (avant la réforme territoriale de 1957).
Ce néologisme du XIXe siècle, qui était répertorié dans les anciens dictionnaires, n'a plus ce privilège, alors que son usage reste courant.
En arabe, le terme utilisé pour qualifier l'Oranie est le plus souvent القطاع الوهراني (al-Qiṭāʿ al-Wahrānī), littéralement  le secteur oranais ou la partie oranaise, donc plus globalement la région oranaise. Dans les médias officiels, on utilise l'expression الغرب الجزائري (al-Ḡarb al-Jazāʾirī) l'Ouest algérien mais en réalité l'ouest algérien englobe des départements, ou wilayas, qui ne font pas culturellement partie de l'Oranie, bien qu'ils soient arabophones.
L'Oranie en tant que région se distingue par son héritage socio-culturel, façonnée par sa géographie et son histoire. C'est aujourd'hui l'aire d'influence de l'agglomération oranaise.
Il est à noter que la création de wilayas par l'état algérien et la centralisation de l'Algérie ont coupé, culturellement, des territoires à la périphérie de l'Oranie, notamment vers Chlef, El Bayadh et Naâma.

## Géographie
L'Oranie est limitée, au nord, par la Mer Méditerranée sur un littoral de 400 km de longueur, à l’ouest, par le Maroc, au sud, par le Chott ech Chergui, et les hautes plaines du Sersou et à l’est, par les Monts de l’Ouarsenis et la vallée du bas-Chélif.

### Relief

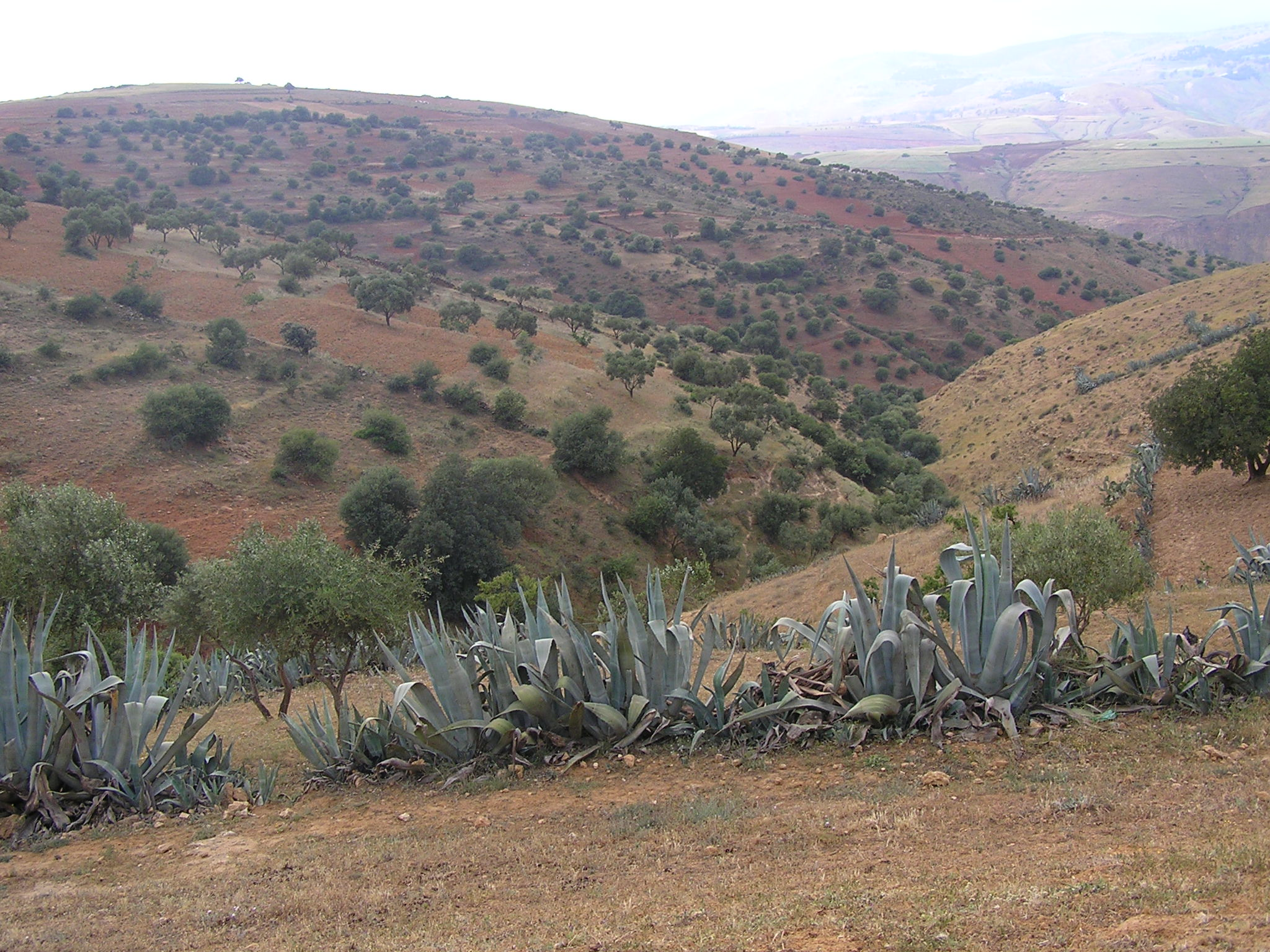
Paysage typique de l'intérieur oranais, vers Relizane

L’Oranie est composée naturellement de sahels, de plaines littorales et sub-littorales, de chaînes montagneuses, de bassins intérieurs et, enfin, d’une vaste zone steppique.
En Oranie, l'Atlas tellien ne constitue pas une chaîne de montagnes continue. Il est découpé au voisinage de la mer par une série de plaines sub-littorales de Mostaganem à Aïn Témouchent. Entre ces plaines se dressent les petites hauteurs du Sahel oranais, qui tombent à pic dans la mer et forment une côte abrupte et rocheuse : les baies (Oran, Arzew) sont rares et peu abritées, à l'exception notable de la rade de Mers el-Kébir.
Au sud de ces collines du Sahel se trouvent des petits massifs montagneux, plus élevés : Monts du Tessala, de Tlemcen, des Beni-Chougrane, des Trara et du Dahra. Le massif de l'Ouarsenis, qui atteint près de 2 000 mètres, est le plus important. Entre ces massifs s'étendent des plaines intérieures : Plaines de Tlemcen, de Sidi-Bel-Abbès et de Mascara.
Au sud des massifs de Tell s'étendent des hauts-plateaux semi-arides, dont le centre est occupé par le grand Chott ech Chergui. Plus au sud, s'étend les monts des Ksour, qui font partie de l'Atlas saharien.

### Climat
L'Oranie bénéficie d'un climat méditerranéen classique marqué par une sécheresse estivale, des hivers doux, un ciel lumineux et dégagé. Pendant les mois d'été, les précipitations deviennent rares, voir inexistantes, et le ciel est lumineux et dégagé. L'anticyclone subtropical recouvre la région pendant près de quatre mois. En revanche, la région est bien arrosée pendant l'hiver. Les faibles précipitations (294 mm de pluie) et leur fréquence (72,9 jours par an) sont aussi caractéristiques de ce climat, plus sec que le reste du Nord Algérien dû aux basses latitudes, et la position d’abri favorisée par des chaînes montagneuses du sud espagnole et du Rif.
Si le vent du sud dessèche, il n'en est pas de même des vents du secteur Ouest, qui soufflent parfois avec violence, surtout du Nord-Ouest, et sont des vents bienfaisants qui amènent la pluie sur tout le pays et surtout les secteurs montagneux. Ceci d'une manière irrégulière de l'automne au printemps, à des dates et en quantités très variables suivant les années, mais privilégiant toujours les massifs montagneux par rapport aux régions voisines.
En été, le Sirocco, un vent très sec et très chaud, se dirige du sud vers le nord. Dans le sud de la région le climat est semi-aride.

### Géographie humaine et administrative

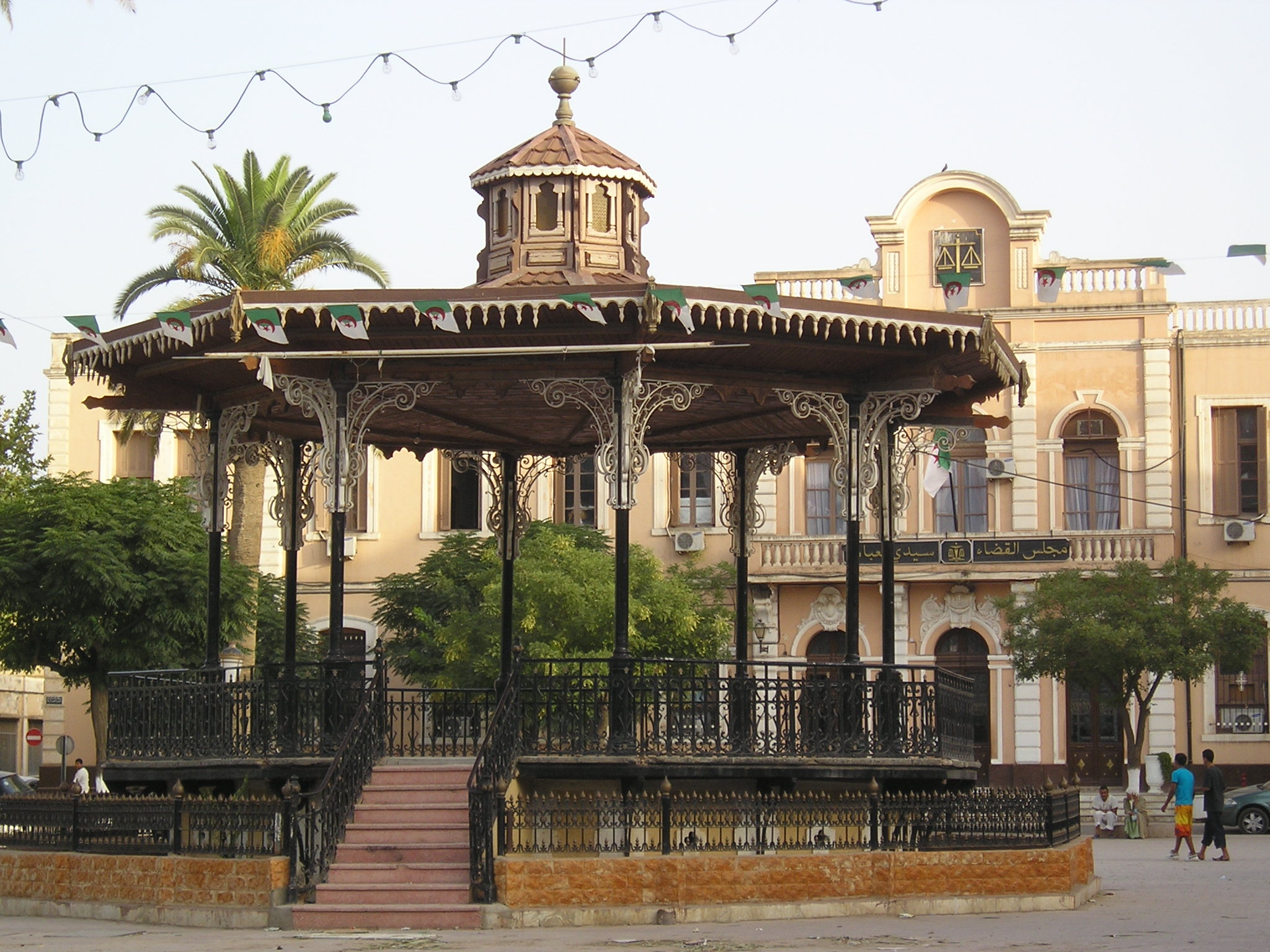
Place de Sidi Bel Abbès.

L’Oranie est une région socioculturelle, mais elle n’est pas reconnue comme une unité administrative par l’état algérien. Sur le plan administratif, l'Oranie est divisée en 9 wilayas.
Les wilayas, classées par leur indicatif, sont :
| N°    | Wilaya                   | Superficie | Population en 2010 |
| ----- | ------------------------ | ---------- | ------------------ |
| 13    | Wilaya de Tlemcen        | 9 408      | 946 322            |
| 14    | Wilaya de Tiaret         | 20 673     | 864 202            |
| 20    | Wilaya de Saïda          | 7 014      | 312 757            |
| 22    | Wilaya de Sidi Bel Abbès | 8 306      | 589 727            |
| 27    | Wilaya de Mostaganem     | 2 165      | 735 075            |
| 29    | Wilaya de Mascara        | 5 699      | 760 523            |
| 31    | Wilaya d'Oran            | 2 145      | 1 362 616          |
| 46    | Wilaya d'Aïn Témouchent  | 2 432      | 366 942            |
| 48    | Wilaya de Relizane       | 5 208      | 699 077            |
| Total | Total                    | 63 050 km2 | 6 637 241 hab.     |

#### Villes principales

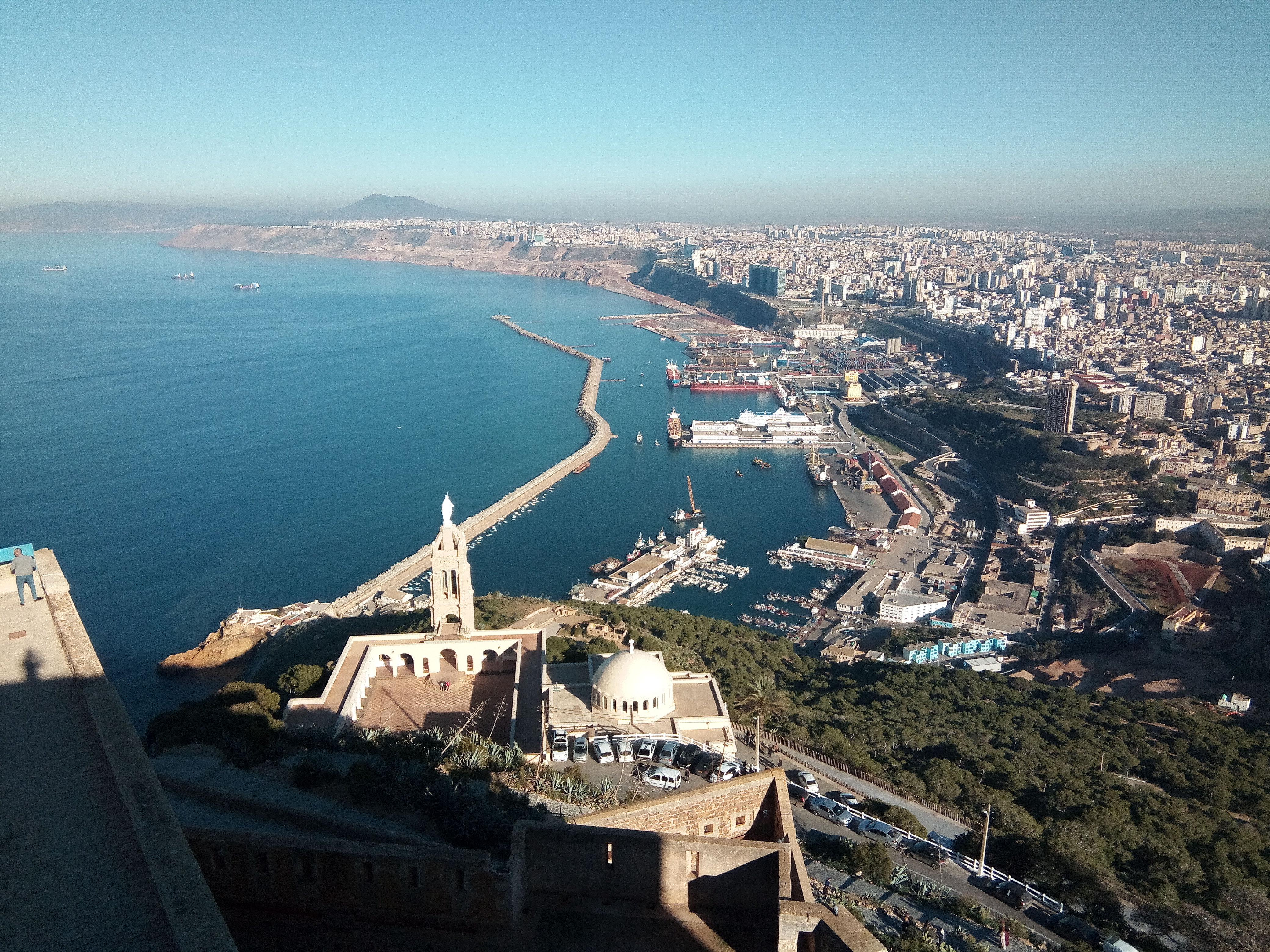
Oran, la 2e ville d'Algérie et capitale de l'Oranie

L'Oranie compte quelques agglomérations urbaines de plus de 100 000 habitants.
- Oran, la plus grande ville de l'Oranie, métropole de plus d'un million d'habitants, soit plus du sixième de la population régionale, faisant d'elle la deuxième ville d'Algérie.

Les autres villes importantes d'Oranie, au regard de la population, de l'influence culturelle, de l'économie ou de l'importance administrative sont :
- Tlemcen, ancienne capitale du Maghreb central[14] ;
- Maghnia (Wilaya de Tlemcen) ville frontalière avec le Maroc ;
- Tiaret, ancienne capitale des Rostémides[15] ;
- Saïda située en bordure nord des Hauts Plateaux du Sud oranais ;
- Sidi Bel Abbès, centre commercial et industriel important ;
- Mostaganem, deuxième ville côtière d'Oranie ;
- Mascara, ancienne capitale du beylik occidental et première capitale de l'État d'Abdelkader ;
- Arzew (Wilaya d'Oran), un important port industriel ;
- Sig (Wilaya de Mascara), l'une des villes importantes autour d'Oran, célèbre pour la production d'olives fines ;
- Aïn Témouchent et Relizane d'autres villes moyennes d'importance locale.

Les anciens centres urbains précoloniaux de l’Oranie ont perdu leur importance régionale comme Nedroma (massif des Trara), Mazouna (la Dahra) et Kalaa des Beni Rached (dans Les monts des Beni-Chougrane). Elles ont vu leurs activités artisanales décliner, à l’exception de Tlemcen, au profit des villes qui ont bénéficié du peuplement colonial comme Oran ou les villes aménagées pour les populations européennes comme Sidi Bel Abbès.

## Population et langues

### Peuplement

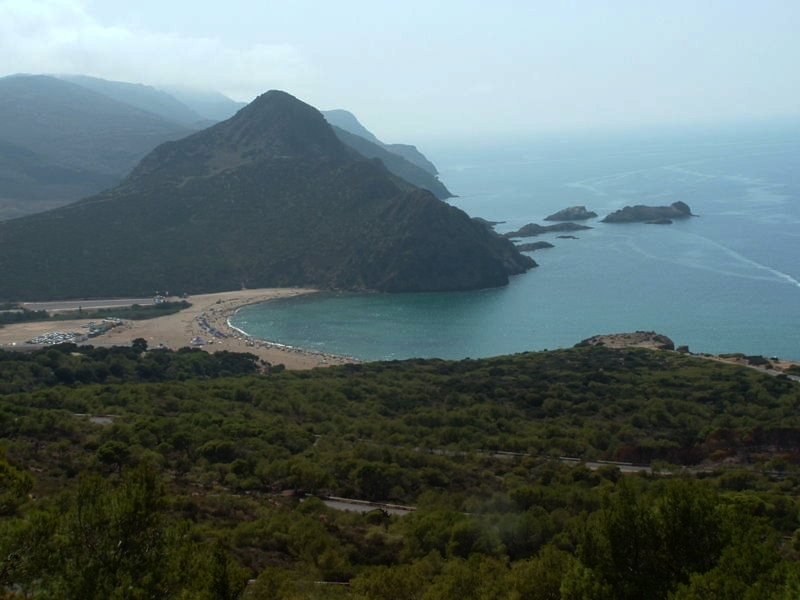
Littoral oranais, plage de Madagh

L'Oranie connaît une urbanisation galopante de son littoral notamment sur le territoire situé sur l’axe Oran – Arzew – Mostaganem qui connaît une forte densité dépassant souvent les 400 habitants / km². Les communes de la bande littorale regroupent plus d’un tiers de la population de la région. Les densités, diminuent au fur et à mesure qu’on progresse vers l’intérieur ne dépassant pas 100 habitants / km² pour atteindre des taux très bas, dans certaines zones steppiques.
L'Oranie est une région caractérisée par de nombreuses grandes villes. On estime qu'environ 2 millions d'habitants vivent dans de grandes villes de plus de 100 000 habitants, tandis qu'en incluant les villes de plus de 50 000 habitants, les habitants urbains de l'Oranie représentent 2,4 millions de personnes sur un total de plus de 6 millions d'habitants. Mais la présence d'une campagne fertile proche du littoral et de hauts plateaux notamment Tiaret, véritable « grenier » de l'Oranie, permet à Oran d'avoir une certaine autosuffisance alimentaire sur certains produits.
Le développement d’une économie extravertie, durant la période coloniale, est à l’origine de la littoralisation en Oranie qui s’est poursuivi après l’indépendance et s’est renforcée avec l’industrialisation du pays. Toutefois, le volontarisme étatique déployé au niveau national durant la période socialiste a fait émerger de nouveaux pôles industriels, de l’intérieur, comme ceux de Sidi Bel Abbès et Tlemcen qui a permis un recul remarquable des disparités entre littoral et intérieur. La situation d’instabilité politico-économique qu’a connue l’Algérie durant la décennie 1990, a engendré de nouvelles vagues d’exode rural vers les villes littorales. Oran a reçu une masse importante de cette population.

### Langues

Les îlot berbérophones en Algérie occidentale.

L'arabe algérien est la langue véhiculaire dominante de l'Oranie, il existe plusieurs accents ou variétés. On distingue l'arabe oranais un dialecte de l'arabe algérien. Toutefois, l'encyclopédie de l'islam signale qu'au XVIe siècle, on parlait encore berbère dans l'Oranie.
Les parlers dits citadins, sont présents dans certains villes, notamment à Tlemcen, où la lettre "q" /qaf/ (ق) ne se prononce pas. Cet arabe tlemcenien est fortement influencé par l'andalou, Tlemcen ayant abrité de nombreux Morisques après leur expulsion d'Espagne. L'arabe nedromi où la lettre, "q" /qaf/, est prononcée. De la même manière, il existe un arabe caractéristique de Mostaganem et même les campagnes possèdent des caractéristiques qui permettent aux différentes populations de l'Oranie de se reconnaître et de se différencier.
On constate par ailleurs des îlots berbérophones, notamment au niveau de la wilaya de Chlef. Ainsi le chenoui est parlé par quelques dizaines de milliers d'autochtones, bien que le Mont Chenoua ne fasse pas partie, per se, de l'Oranie mais de l'Ouest algérien. On a pu par contre localiser quelques villages berbérophones au niveau de certaines régions, notamment Arzew, ou au niveau du mont Beni Snous, vers Tlemcen. Jusqu’en 1936, des îlots berbérophones ont continué d'exister dans la région (Mascara, Mostaganem).
L'espagnol est aussi présent et on estime à 60 000 le nombre d'hispanophones à Oran, en 1992.

## Histoire

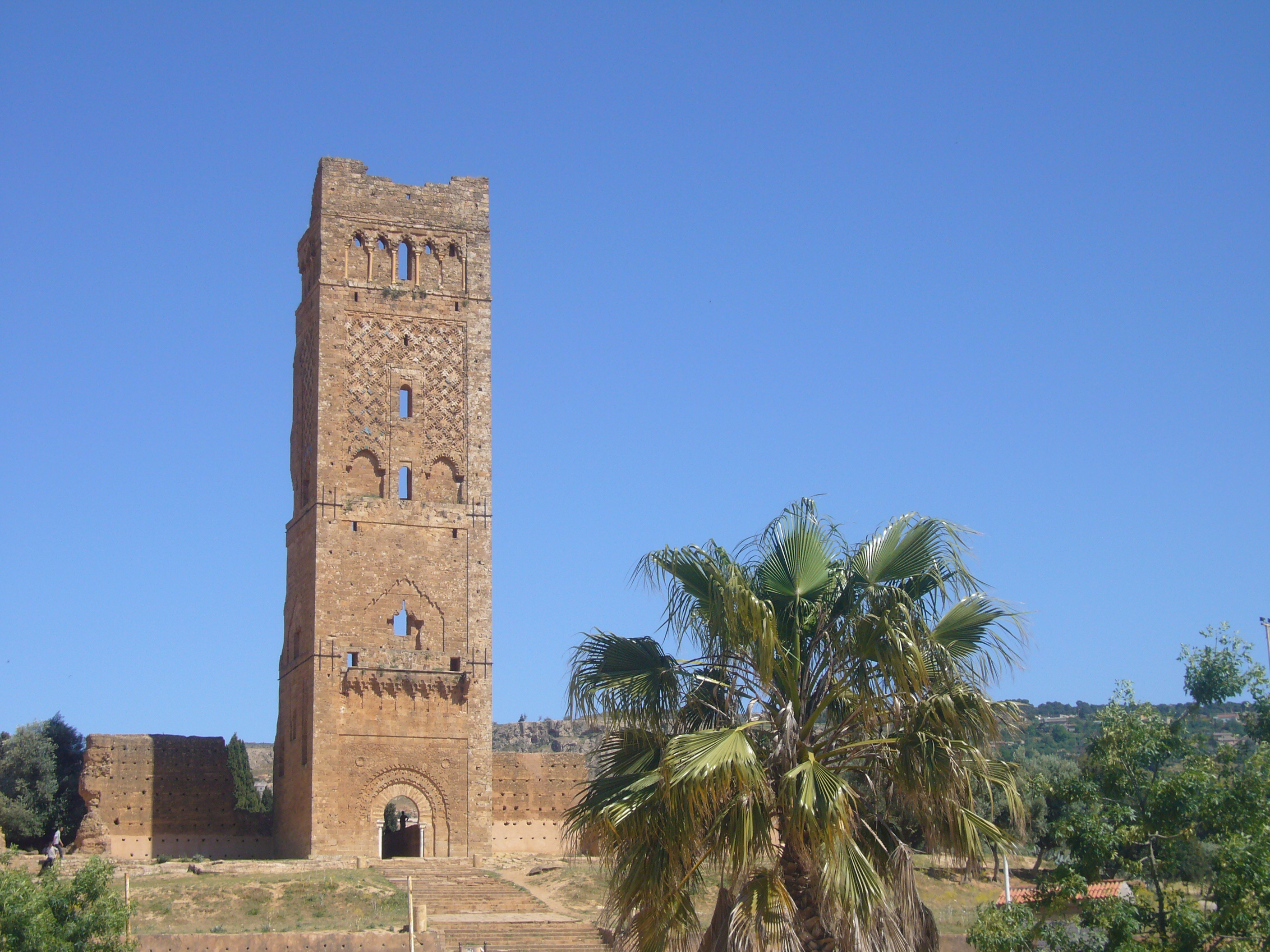
la Mansourah, à Tlemcen

L'Oranie correspond dans une large mesure au territoire du Beylik de l'Ouest de la Régence d'Alger qui eut pour chefs-lieux successifs Mazouna, Mascara, Oran ; Beylik de l'Ouest qui a préfiguré l'ancien département d'Oran de l'époque coloniale.
Plusieurs dynasties ont gouverné le Maghreb central à partir de villes d'Oranie telles Tahert et Tlemcen. L'Émir Abdelkader figure de la résistance algérienne contre le colonialisme est originaire d'El Guetna (région de Mascara). De même, le nationaliste Messali Hadj est originaire de Tlemcen.
Après la défaite de l'émir Abdelkader, la colonisation française a été plus forte que dans les autres régions du pays, et cela s'est traduit par la construction des villages de colonisation, l'implantation de la vigne et la littoralisation de la région. Ces villages coloniaux sont devenus aujourd'hui des grands bourgs algériens.
À l'indépendance de l'Algérie, les dirigeants politiques et militaires, en particulier le futur chef de l'état Houari Boumédiène, ont eu une politique de centralisation de l'Algérie et ont tout fait pour éviter le wiliyatisme ou le régionalisme. Ainsi, les pratiques régionalistes ont été interdites par la Constitution algérienne et ont rangé au placard les concepts de régions, par souci d'une centralisation forte et par crainte de la montée des revendications régionales pouvant menacer l’unité nationale du pays.
On peut par contre remarquer qu'avant le redécoupage des wilayas en 1974 et 1983, plusieurs wilayas n'en formaient qu'une. Par exemple, la wilaya de Relizane faisait auparavant partie de la wilaya de Mostaganem ; de même, les wilayas de Saïda, de Naama et d'El Bayadh ne formaient qu'une seule wilaya.

## Économie
Depuis la période coloniale, la région a connu le développement de quatre ports importants : Oran, Ghazaouet, Mostaganem et Arzew. Après l’indépendance, ces villes portières ont connu l’implémentation d’une industrie pétrochimique et de transformation. Des nouveaux pôles industriels, régionaux, de l’intérieur ont également émergé, comme ceux de Sidi Bel Abbès et Tlemcen.
La région connaît un déficit d’eau potable, des forages ont été creusés et plusieurs barrages ont été construits notamment dans la zone tellienne. La faiblesse des ressources hydriques et l’augmentation de la demande en eau ont poussé les gestionnaires à opter pour le dessalement industriel de l’eau de mer.
Le projet MAO - Mostaganem Arzew Oran -, gigantesque projet hydraulique de plus de 15 milliards de dollars, a permis de fournir de l'eau potable à de nombreuses zones urbaines et péri-urbaines qui autrefois n'avaient pas accès à l'eau. Plusieurs villes, notamment Oran et sa wilaya, Mostaganem, Arzew, ainsi que le nord de la wilaya de Mascara - Mohammadia - ont pu grandement profiter de ce projet qui a renforcé l'accès à l'eau potable et même permis aux habitants d'Oran et Mostaganem d'avoir de l'eau 24h/24, sans interruption.

## Écologie et conservation de la nature

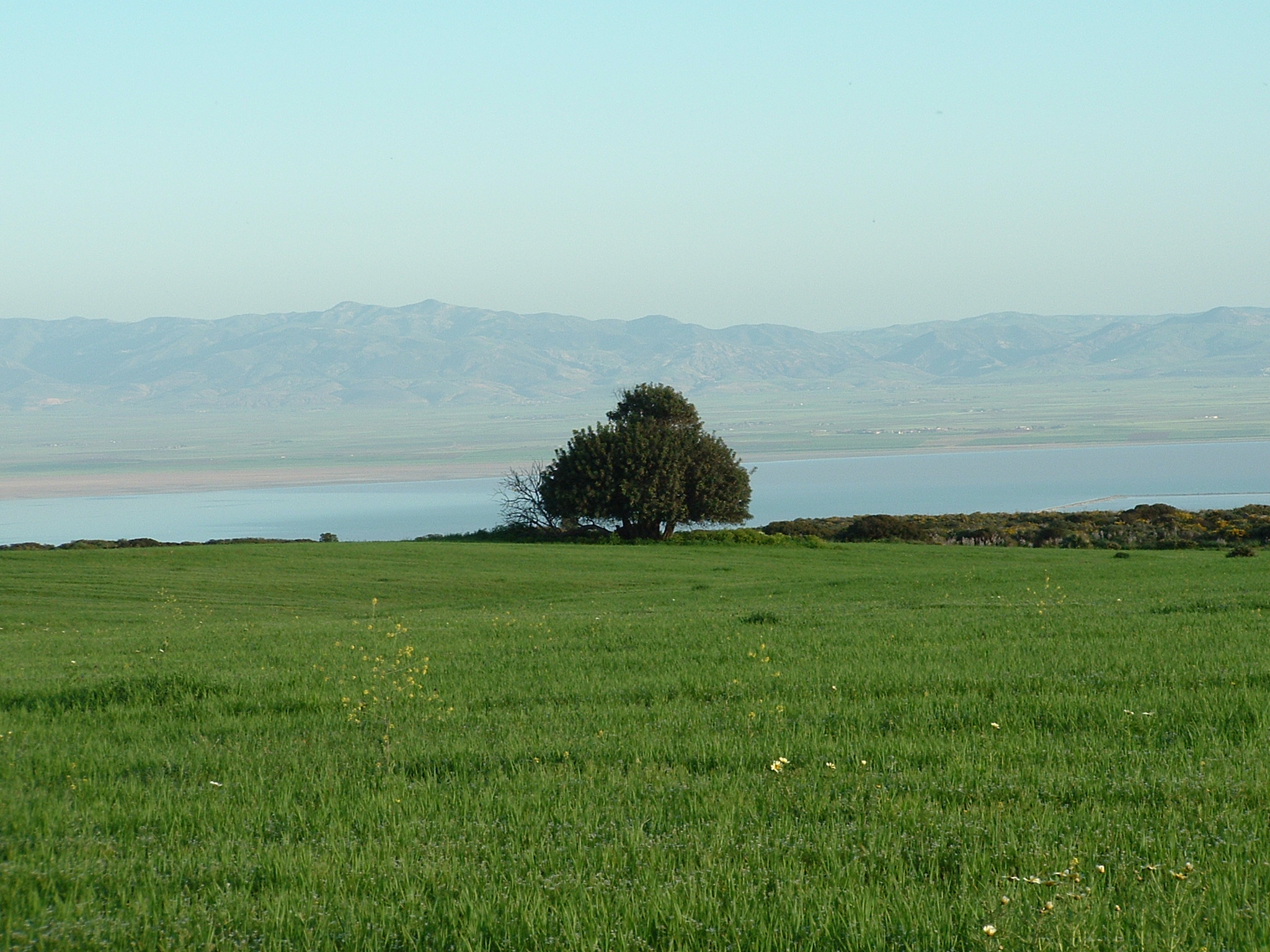
La Sebkha entre Oran, Aïn Témouchent et Sidi Bel Abbès

L'Oranie héberge plusieurs zones humides d'importance internationale :
- la sebkha d'Oran
- les salines d'Arzew
- le lac de Télamine
- les marais de la Macta

La littoralisation accrue de la région provoque des problèmes environnementaux d’origine anthropique et un accès inégal aux ressources entre les différents usagers.

## Culture

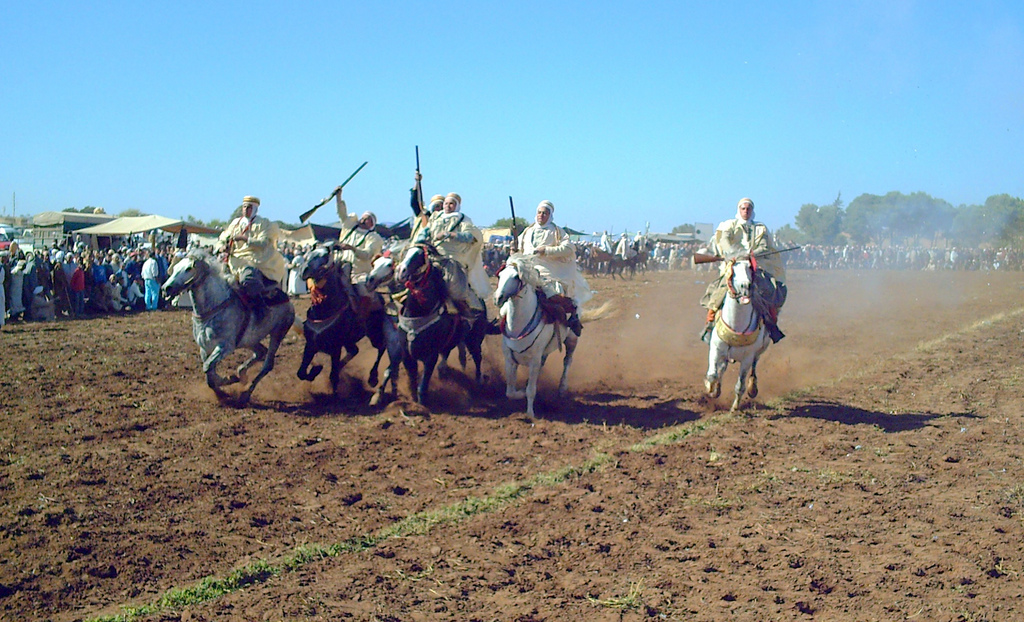
Fantasias défilant un jour de fête, aux alentours de Mostaganem

L'Oranie est une région qui possède une grande richesse culturelle. Culturellement parlant, on peut considérer que l'Oranie s'étend des vallées du Chelif à la frontière marocaine.

### Généralités
On peut s'apercevoir qu'il existe plusieurs "pôles" culturels en Oranie. Tout d'abord Oran, qui de par son importance commerciale a été le centre des activités économiques de la région et a donc influencé l'ouest algérien. Oran est une ville très populaire, véritable carrefour culturel, intimement liée à son histoire tumultueuse qui a donné à Oran le charme que l'on lui connaît aujourd'hui.
Tlemcen est une autre ville importante de l'Oranie, mais sa culture est plus citadine, plus raffinée. Capitale de la dynastie Zianide, abritant de nombreux vestiges historiques, Tlemcen est une ville riche d'histoire qui en fait une grande ville culturelle, à l'instar d'Alger ou de Constantine. La musique arabo-andalouse tient une place importante à Tlemcen, qui abrite encore aujourd'hui des écoles de musique qui perpétuent l'art andalou au Maghreb.
Ce duo culturel en Oranie a permis à Oran de ne pas attirer la totalité de la population de l'Ouest lors des grandes vagues d'exodes en Algérie. Il participe à l'équilibre démographique en ayant plusieurs villes de grande importance dans une même région.

### Coutumes vestimentaires

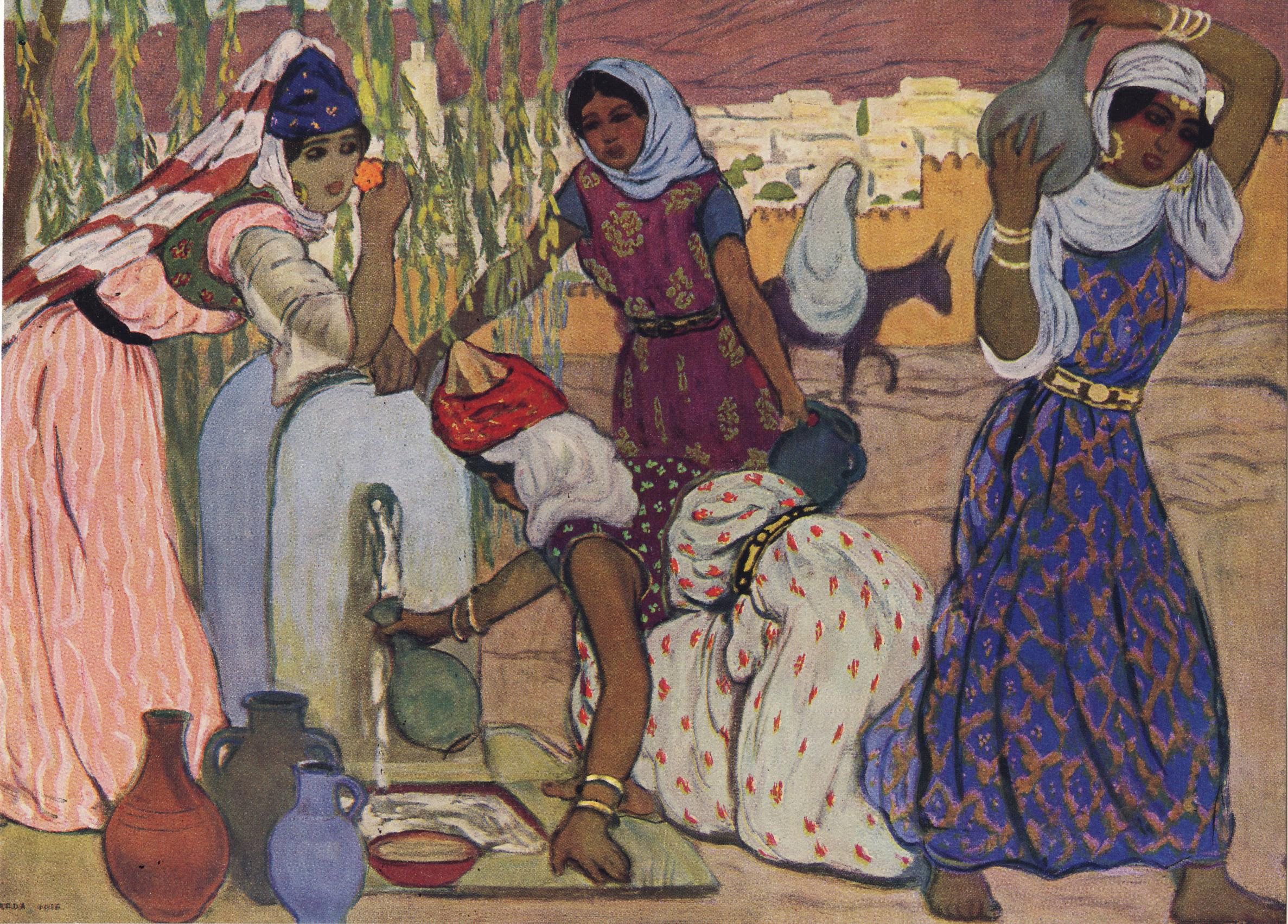
Femmes à la fontaine - André Suréda

Les coutumes vestimentaires, telles que celles de la blousa, du karakou ou encore de la Chedda, sont des éléments principaux des mariages de l'Oranie,.

### Musique
Plusieurs styles musicaux traditionnels existent en Oranie : la musique arabo-andalouse (de Tlemcen, Nedroma, Oran et Mostaganem), le hawzi, le hawfi ainsi que le bedoui et le répertoire féminin des meddahates et des fqirât.
Le raï, qui était considéré à une époque comme une musique régionale spécifique à l'Oranie, est devenu la musique la plus populaire dans le pays et est l'un des principaux représentants de la musique et de la culture algérienne à l'échelle internationale.
La région a développé un important patrimoine ayant pour base la poésie du malhoun, ces chants écrits en arabe algérien, dont la genèse remonte au XVIe siècle, et qui peuvent être de nature sacrée ou profane. Parmi les danses traditionnelles, il existe le allaoui et la danse féminine assaf. Le chant peut s'accompagner des instruments suivants : gasba, darbouka, bendir, gallal, kamanja, kuitra, qânûn, rabâb et târ.